# Eesti Karikas 2010-2011
La Coppa d'Estonia 2010-2011 (in estone Eesti Karikas) è stata la 19ª edizione del torneo dopo l'indipendenza dell'Estonia. Il Flora Tallinn ha vinto il trofeo per la quinta volta nella sua storia.

## Formula
Il torneo si dipanava su sette turni tutti disputati su gare di sola andata; la finale in gara unica in campo neutro unica a Tallinn.
Il sorteggio di tutti i turni era completamente libero: squadre della Meistriliiga 2010 potevano essere sorteggiate al primo turno o incontrarsi tra di loro, senza teste di serie.

## Primo turno
Le partite furono disputate tra il 29 giugno e il 31 luglio; i sorteggi delle prime 62 squadre avvennero il 2 giugno 2010.
| Squadra 1           | Risultato             | Squadra 2           |
| ------------------- | --------------------- | ------------------- |
| 29 giugno 2010      |                       |                     |
| Eesti Koondis       | 0 – 7                 | Kalev Sillamäe      |
| 9 luglio 2010       |                       |                     |
| TJK Legion 2        | 1 – 3                 | EMÜ                 |
| 20 luglio 2010      |                       |                     |
| Trans Narva         | -                     | Saaremaa            |
| Elva                | 0 – 3                 | Lootus Kohtla-Järve |
| Tulevik Viljandi    | 14 – 0                | Otepää 2            |
| Absoluut            | 1 – 16                | Joker Raasiku       |
| Tarvastu            | 3 – 2                 | Kose                |
| Atletik Tallinn     | 12 – 1                | Reaal Tallinn       |
| Keila               | 2 – 5                 | Tallinna Kotkad     |
| Navi                | 0 – 1                 | Atli Rapla          |
| Kaitseliit/Kalev    | 7 – 0                 | Velldoris           |
| Tartu Löök          | 0 – 0 (dts) (6-5 dcr) | Elva 2              |
| Kernu Kadakas       | 2 – 3                 | SaareMaa aaMeraas   |
| 21 luglio 2010      |                       |                     |
| Ajax Lasnamäe       | 3 – 0                 | Welco Tartu         |
| Haiba               | 0 – 5                 | Warrior Valga       |
| Flora Rakvere       | 9 – 0                 | Püsivus             |
| TJK Legion          | 5 – 1                 | Sörve               |
| Saue Laagri         | 4 – 0                 | Soccernet           |
| Rolling Doors       | 0 – 5                 | Otepää              |
| Rada Kuusalu        | 8 – 0                 | Quattromed          |
| FC Lelle            | 0 – 2                 | Noorus-96 Jõgeva    |
| Warrior Valga 2     | 0 – 0 (4-3 dcr)       | 10 Premium          |
| Kumake              | 3 – 1                 | Metropool           |
| Toompea 1994        | 4 – 4 (dts) (4-5 dcr) | Kristiine           |
| Piraaja Tallinn     | 0 – 1                 | Lootus 2            |
| Kalju Nõmme III     | 0 – 2                 | Flora Tallinn II    |
| 22 luglio 2010      |                       |                     |
| Nõmme United        | 2 – 1                 | Orbiit Jõhvi        |
| 25 luglio 2010      |                       |                     |
| Visadus             | 0 – 6                 | Kalev Sillamäe 2    |
| 27 luglio 2010      |                       |                     |
| Baltika Keskerakond | 2 – 4                 | Olympic Tallinn     |
| 31 luglio 2010      |                       |                     |
| Loo                 | 0 – 2                 | Rannamõisa          |
| 5 agosto 2010       |                       |                     |
| Eston Villa         | 0 – 2                 | Premium II          |

## Secondo turno
Le partite furono disputate tra il 3 agosto e il 4 settembre 2010.
| Squadra 1          | Risultato   | Squadra 2           |
| ------------------ | ----------- | ------------------- |
| 3 agosto 2010      |             |                     |
| Kalev Sillamäe     | 6 – 0       | Atli Rapla          |
| Paide              | 0 – 1       | Tulevik Viljandi    |
| Tääksi             | 4 – 3       | Kaitseliit/Kalev    |
| Tabasalu           | 2 – 3       | HaServ              |
| 4 agosto 2010      |             |                     |
| Tallinna Kotkad    | 0 – 1       | Luunja              |
| Saue Laagri        | 3 – 10      | Otepää              |
| Tartu Löök         | 2 – 3 (dts) | FC A&A              |
| Kiiu               | 0 – 9       | HÜJK Emmaste        |
| Aspen Vastseliina  | 0 – 8       | Viimsi              |
| Joker Raasiku      | 2 – 0       | Lootus 2            |
| Flora Tallinn II   | 1 – 3       | Kalev Sillamäe 2    |
| SaareMaa aaMeraas  | 2 – 6       | Kalju Nõmme         |
| Noorus-96 Jõgeva   | 0 – 3       | Kuressaare          |
| Kumake             | 0 – 5       | Flora Tallinn       |
| Kalev Tallinn      | 1 – 0 (dts) | Levadia Tallinn     |
| Saue Laagri        | 3 – 0       | TJK Legion          |
| 5 agosto 2010      |             |                     |
| Jalgpallihaigla    | 1 – 7       | Alko                |
| Flora Rakvere 2    | 8 – 0       | Suema/Cargobus      |
| Twister            | 1 – 2       | Tammeka Tartu II    |
| 10 agosto 2010     |             |                     |
| Kalev Tallinn III  | 0 – 7       | Trans Narva         |
| Ararat/TTÜ         | 1 – 0       | Lootus Kohtla-Järve |
| Olympic Tallinn    | 1 – 8       | Tammeka Tartu       |
| 12 agosto 2010     |             |                     |
| Rada Kuusalu       | 3 – 6       | Lootos Põlva        |
| Ajax Lasnamäe      | 9 – 0       | Järva-Jaani         |
| Saku Sporting      | 1 – 3       | EMÜ                 |
| 18 agosto 2010     |             |                     |
| Warrior Valga      | 0 – 1       | Atletik Tallinn     |
| Rannamõisa         | 0 – 4       | Tarvastu            |
| Nõmme United       | 4 – 0       | Warrior Valga 2     |
| 19 agosto 2010     |             |                     |
| Premium II         | 0 – 4       | Ganvix Türi         |
| 25 agosto 2010     |             |                     |
| Kalju Nõmme II     | 3 – 0       | Kristiine           |
| 26 agosto 2010     |             |                     |
| Võru               | 0 – 4       | Flora Rakvere       |
| 4 settembre 2010   |             |                     |
| Kiviõli Tamme Auto | 3 – 2       | Puuma Tallinn       |

## Sedicesimi di finale
Le partite furono disputate tra il 31 agosto e il 7 ottobre 2010.
| Squadra 1         | Risultato             | Squadra 2          |
| ----------------- | --------------------- | ------------------ |
| 31 agosto 2010    |                       |                    |
| Kuressaare        | 1 – 5                 | Kalev Sillamäe     |
| Flora Tallinn     | 5 – 0                 | Flora Rakvere 2    |
| Alko              | 2 – 1                 | Ararat/TTÜ         |
| 2 settembre 2010  |                       |                    |
| Otepää            | 1 – 1 (dts) (2-3 dcr) | Lootos Põlva       |
| 4 settembre 2010  |                       |                    |
| Kalju Nõmme       | 0 – 1                 | Trans Narva        |
| 8 settembre 2010  |                       |                    |
| EMÜ               | 0 – 2                 | Ajax Lasnamäe      |
| Kalev Tallinn     | 2 – 0                 | Luunja             |
| Viimsi            | 1 – 2                 | Nõmme United       |
| Tammeka Tartu II  | 4 – 3 (dts)           | Tarvastu           |
| 15 settembre 2010 |                       |                    |
| Tääksi            | 1 – 5                 | Joker Raasiku      |
| 21 settembre 2010 |                       |                    |
| Tammeka Tartu     | 4 – 0                 | Atletik Tallinn    |
| 22 settembre 2010 |                       |                    |
| Ganvix Türi       | 3 – 0                 | FC A&A             |
| Kalev Sillamäe 2  | 3 – 0                 | Flora Rakvere      |
| 29 settembre 2010 |                       |                    |
| Kalju Nõmme II    | 0 – 4                 | HÜJK Emmaste       |
| Saue Laagri       | 2 – 3                 | Kiviõli Tamme Auto |
| 7 ottobre 2010    |                       |                    |
| HaServ            | 1 – 0                 | Tulevik Viljandi   |

## Ottavi di finale
Le gare furono disputate tra il 5 ottobre e il 13 novembre 2010.
| Squadra 1        | Risultato | Squadra 2          |
| ---------------- | --------- | ------------------ |
| 5 ottobre 2010   |           |                    |
| Tammeka Tartu    | 0 – 1     | Trans Narva        |
| 6 ottobre 2010   |           |                    |
| Kalev Tallinn    | 2 – 1     | Tammeka Tartu II   |
| Flora Tallinn    | 4 – 1     | Lootos Põlva       |
| Joker Raasiku    | 3 – 0     | Kalev Sillamäe 2   |
| 13 ottobre 2010  |           |                    |
| HÜJK Emmaste     | 4 – 0     | Alko               |
| 20 ottobre 2010  |           |                    |
| Kalev Sillamäe   | 12 – 1    | Kiviõli Tamme Auto |
| 27 ottobre 2010  |           |                    |
| HaServ           | 1 – 0     | Ganvix Türi        |
| 13 novembre 2010 |           |                    |
| Ajax Lasnamäe    | 4 – 1     | Nõmme United       |

## Quarti di finale
Le gare furono disputate il 12 e il 13 aprile 2011.
| Squadra 1      | Risultato   | Squadra 2      |
| -------------- | ----------- | -------------- |
| Flora Tallinn  | -           | Joker Raasiku  |
| 12 aprile 2011 |             |                |
| HaServ         | 0 – 4 (dts) | Ajax Lasnamäe  |
| 13 aprile 2011 |             |                |
| Trans Narva    | 1 – 0 (dts) | Kalev Tallinn  |
| HÜJK Emmaste   | 0 – 1       | Kalev Sillamäe |

## Semifinali
Le gare furono disputate il 26 aprile 2011.
| Squadra 1      | Risultato               | Squadra 2     |
| -------------- | ----------------------- | ------------- |
| 26 aprile 2011 |                         |               |
| Flora Tallinn  | 6 – 0                   | Ajax Lasnamäe |
| Kalev Sillamäe | 1 – 1 (dts) (16-17 dcr) | Trans Narva   |

## Finale
| Squadra 1     | Risultato | Squadra 2   |
| ------------- | --------- | ----------- |
| Flora Tallinn | 2 – 0     | Trans Narva |

| Tallinn 10 maggio 2011, ore 18:45                           | Flora Tallinn | 2 – 0 referto | Trans Narva |  |
| \| \| \| \| \| Jürgenson 48’ Dupikov 78’ \| Marcatori \| \| |               |               |             |  |
|                                                             |               |               |             |  |
| Jürgenson 48’ Dupikov 78’                                   | Marcatori     |               |             |  |